# Festival de la Canción de Eurovisión 1959
El IV Festival de la Canción de Eurovisión tuvo lugar el 11 de marzo de 1959 en Cannes, Francia. La presentadora fue Jacqueline Joubert, siendo el país ganador los Países Bajos con el tema Een beetje, interpretado por Teddy Scholten, que consiguió 21 puntos. En segunda posición quedaron los británicos Pearl Carr & Teddy Johnson, con la canción Sing Little Birdie, que obtuvo 16 puntos. El tercer puesto, con 15 puntos, fue para la canción francesa Oui oui oui oui, cantada por Jean Philippe. Estas tres canciones fueron interpretadas al final del festival, que duró 73 minutos. La letra de la canción ganadora fue escrita por Willy van Hemert, quien también escribió la letra la canción neerlandesa ganadora de 1957.
Este festival supuso la primera retirada de Luxemburgo, tras acabar con un punto el año anterior, así como el debut de Mónaco y el regreso del Reino Unido tras su retirada en 1958, por lo que la UER cambió las normas del concurso para admitir 11 participantes. El representante monegasco, Jacques Pills, finalizó último con un punto, pero su hija Jacqueline Boyer ganó el festival el año siguiente por Francia.
En la prensa, se sugirió que Italia y Francia otorgaron más puntos a la canción neerlandesa porque ninguno de ellos quería que el otro obtuviera la victoria final. Se instauró una nueva regla por la que no se permitía la inclusión de editores o compositores profesionales en activo en los jurados nacionales, pero el sistema de votación fue el mismo que en 1957 y 1958. El escenario consistió en tres pequeñas carpas giratorias, desde las que salían los cantantes, quienes cantaban con fotografías de paisajes típicos del país de fondo. Al final de las votaciones, fueron repetidas las tres primeras canciones clasificadas, es decir, Francia, Reino Unido y finalmente, la ganadora, Países Bajos.

## Países participantes
Los países participantes en el festival eligieron canciones por diferentes métodos, habiendo elecciones internas y finales nacionales. Por primera vez, el ganador del año pasado no representaba a su país al año siguiente. La representante de Dinamarca, Birthe Wilke, ya había sido elegida para representar al país en 1957 con Gustav Winckler, y este año volvía en solitario. Por otra parte, Domenico Modugno representaba a Italia por segundo año consecutivo.
En la siguiente tabla se muestran todos los participantes y el modo en el que fueron elegidos:
| País y TV               | Título original de la canción       | Artista                    | Proceso y fecha de selección                |
| País y TV               | Traducción al español               | Idiomas de interpretación  | Proceso y fecha de selección                |
| ----------------------- | ----------------------------------- | -------------------------- | ------------------------------------------- |
| Alemania Occidental ARD | Heute Abend wollen wir tanzen geh'n | Alice y Ellen Kessler      | Elección interna                            |
| Alemania Occidental ARD | Esta noche queremos ir a bailar     | Alemán                     | Elección interna                            |
| Austria · ORF           | Der K und K Kalypso aus Wien        | Ferry Graf                 | Elección interna                            |
| Austria · ORF           | El calipso real e imperial de Viena | Alemán                     | Elección interna                            |
| Bélgica · NIR           | Hou toch van mij                    | Bob Benny                  | Final nacional, 15-02-59                    |
| Bélgica · NIR           | ¡Ámame, por favor!                  | Neerlandés                 | Final nacional, 15-02-59                    |
| Dinamarca DSR           | Uh - jeg ville ønske jeg var dig    | Birthe Wilke               | Dansk Melodi Grand Prix, 12-02-59           |
| Dinamarca DSR           | ¡Oh, ojalá fuera tú!                | Danés                      | Dansk Melodi Grand Prix, 12-02-59           |
| Francia RTF             | Oui, oui, oui, oui                  | Jean Philippe              |                                             |
| Francia RTF             | Sí, sí, sí, sí                      | Francés                    |                                             |
| Italia · RAI            | Piove (Ciao, ciao, bambina)         | Domenico Modugno           | Festival de la Canción de Sanremo, 31-01-59 |
| Italia · RAI            | Llueve (adiós, adiós, chiquilla)    | Italiano                   | Festival de la Canción de Sanremo, 31-01-59 |
| Mónaco TMC              | Mon ami Pierrot                     | Jacques Pills              | Elección interna                            |
| Mónaco TMC              | Mi amigo Pierrot                    | Francés                    | Elección interna                            |
| Países Bajos · NTS      | Een beetje                          | Teddy Scholten             | Final nacional, 17-02-59                    |
| Países Bajos · NTS      | Un poquito                          | Neerlandés                 | Final nacional, 17-02-59                    |
| Reino Unido BBC         | Sing little Birdie                  | Pearl Carr & Teddy Johnson | A Song for Europe, 07-02-59                 |
| Reino Unido BBC         | ¡Canta, pajarito!                   | Inglés                     | A Song for Europe, 07-02-59                 |
| Suecia · SR             | Augustin                            | Brita Borg                 | Stora schlagertävlingen, 29-01-59           |
| Suecia · SR             | -                                   | Sueco                      | Stora schlagertävlingen, 29-01-59           |
| Suiza · SSR SRG         | Irgendwoher                         | Christa Williams           | Final nacional, 22-02-59                    |
| Suiza · SSR SRG         | Desde algún lugar                   | Alemán                     | Final nacional, 22-02-59                    |

### Directores de orquesta
- Francia - Franck Pourcel
- Dinamarca - Kai Mortensen
- Italia - William Galassini
- Mónaco - Franck Pourcel
- Países Bajos - Dolf van der Linden
- Alemania Occidental - Franck Pourcel
- Suecia - Franck Pourcel
- Suiza - Franck Pourcel
- Austria - Franck Pourcel
- Reino Unido - Eric Robinson
- Bélgica - Francis Bay[5]

No todos los países que organizaron una final nacional enviaron al festival a los cantantes ganadores de la misma. En Suecia, Siw Malmkvist ganó la primera edición del Melodifestivalen, llamado entonces Stora schlagertävlingen, pero la televisión sueca decidió enviar a Cannes a Brita Borg con la canción con la que Siw Malmkvist ganó la final nacional.
Por otra parte, en la final de los Países Bajos cada tema fue cantado por dos cantantes distintos. La canción ganadora fue cantada por Teddy Scholten y John de Mol, siendo elegida la primera para representar al país.

## Resultados
Durante las votaciones los Países Bajos empezaron liderando la clasificación, sin embargo, Suiza primero y Reino Unido después llegaron a encabezar la clasificación en el transcurso de los votos. Con las últimas votaciones, la candidatura neerlandesa se hizo con la victoria.
| N.º | País                | Artista(s)                 | Canción                             | Lugar | Puntos |
| --- | ------------------- | -------------------------- | ----------------------------------- | ----- | ------ |
| 01  | Francia             | Jean Philippe              | Oui, Oui, Oui, Oui                  | 3     | 15     |
| 02  | Dinamarca           | Birthe Wilke               | Uh-Jeg Ville Ønske Jeg Var Dig      | 5     | 12     |
| 03  | Italia              | Domenico Modugno           | Piove                               | 6     | 9      |
| 04  | Mónaco              | Jacques Pills              | Mon Ami Pierrot                     | 11    | 1      |
| 05  | Países Bajos        | Teddy Scholten             | Een beetje                          | 1     | 21     |
| 06  | Alemania Occidental | Gemelas Kessler            | Heute Abend wollen wir tanzen geh'n | 8     | 5      |
| 07  | Suecia              | Brita Borg                 | Augustin                            | 9     | 4      |
| 08  | Suiza               | Christa Williams           | Irgendwoher                         | 4     | 14     |
| 09  | Austria             | Ferry Graf                 | Der K und K Kalypso aus Wien        | 9     | 4      |
| 10  | Reino Unido         | Pearl Carr & Teddy Johnson | Sing Little Birdie                  | 2     | 16     |
| 11  | Bélgica             | Bob Benny                  | Hou Toch Van Mij                    | 6     | 9      |

## Tabla de votos
Como era habitual, el orden de votación fue inverso al orden de actuación. En la siguiente tabla se muestran los votos otorgados y recibidos por cada país participante en el festival:
| Total                                          | Bandera de Francia  | Bandera de Dinamarca | Bandera de Italia | Bandera de Mónaco | Bandera de los Países Bajos | Bandera de Alemania | Bandera de Suecia | Bandera de Suiza | Bandera de Austria | Bandera del Reino Unido | Bandera de Bélgica |   |   |
| Participantes                                  | Francia             | 15                   |                   | 4                 | 1                           | 2                   | 0                 | 4                | 0                  | 1                       | 1                  | 0 | 2 |
| Participantes                                  | Dinamarca           | 12                   | 0                 |                   | 1                           | 1                   | 1                 | 0                | 4                  | 1                       | 2                  | 2 | 0 |
| Participantes                                  | Italia              | 9                    | 3                 | 0                 |                             | 1                   | 0                 | 0                | 1                  | 3                       | 0                  | 0 | 1 |
| Participantes                                  | Mónaco              | 1                    | 0                 | 0                 | 0                           |                     | 0                 | 0                | 0                  | 0                       | 1                  | 0 | 0 |
| Participantes                                  | Países Bajos        | 21                   | 4                 | 0                 | 7                           | 1                   |                   | 2                | 0                  | 0                       | 3                  | 1 | 3 |
| Participantes                                  | Alemania Occidental | 5                    | 2                 | 0                 | 1                           | 0                   | 0                 |                  | 0                  | 1                       | 0                  | 0 | 1 |
| Participantes                                  | Suecia              | 4                    | 0                 | 1                 | 0                           | 0                   | 3                 | 0                |                    | 0                       | 0                  | 0 | 0 |
| Participantes                                  | Suiza               | 14                   | 0                 | 2                 | 0                           | 1                   | 0                 | 1                | 3                  |                         | 1                  | 5 | 1 |
| Participantes                                  | Austria             | 4                    | 0                 | 0                 | 0                           | 1                   | 0                 | 0                | 2                  | 1                       |                    | 0 | 0 |
| Participantes                                  | Reino Unido         | 16                   | 1                 | 1                 | 0                           | 2                   | 5                 | 0                | 0                  | 3                       | 2                  |   | 2 |
| Participantes                                  | Bélgica             | 9                    | 0                 | 2                 | 0                           | 1                   | 1                 | 3                | 0                  | 0                       | 0                  | 2 |   |
| La tabla está ordenada por orden de aparición. |                     |                      |                   |                   |                             |                     |                   |                  |                    |                         |                    |   |   |

### Portavoces
1. Bélgica - Bert Leysen
2. Reino Unido - Pete Murray
3. Austria - Karl Bruck
4. Suiza - Boris Acquadro
5. Suecia - Roland Eiworth
6. Alemania Occidental -
7. Países Bajos - Siebe van der Zee[9]
8. Mónaco -
9. Italia - Enzo Tortora
10. Dinamarca - Bent Henius
11. Francia - Marianne Lecène

### Comentaristas
- Austria - Peter Alexander (ORF)
- Bélgica - Anton Peters (NIR), Paule Herreman (INR)
- Dinamarca - Sejr Volmer-Sørensen (DR TV)
- Francia - Claude Darget (RTF)
- Alemania Occidental - Wim Thoelke (Deutsches Fernsehen)
- Italia - Bianca Maria Piccinino (Programma Nazionale)
- Mónaco - Claude Darget (Télé Monte Carlo)
- Países Bajos - Piet te Nuyl[10] (NTS)
- Suecia - Jan Gabrielsson[11] (Sveriges Radio-TV
SR P1)
- Suiza - Theodor Haller (TV DRS), Georges Hardy (TSR)
- Reino Unido - Tom Sloan (BBC Television Service), Pete Murray (BBC Light Programme)
- Luxemburgo (País no participante) - Jacques Navadic (Télé-Luxembourg)